# Malaucourt-sur-Seille
Malaucourt-sur-Seille là một xã trong vùng hành chính Lothringen, thuộc tỉnh Moselle, quận Château-Salins, tổng Delme. Tọa độ địa lý của xã là 48° 50' vĩ độ bắc, 06° 21' kinh độ đông. Malaucourt-sur-Seille nằm trên độ cao trung bình là 260 mét trên mực nước biển, có điểm thấp nhất là 191 mét và điểm cao nhất là 276 mét. Xã có diện tích 7,17 km², dân số vào thời điểm 2005 là 132 người; mật độ dân số là 18,9 người/km². Xã nằm về phía đông nam của Metz, thuộc Pháp từ năm 1661.

## Thông tin nhân khẩu
| 1962 | 1968 | 1975 | 1982 | 1990 | 1999 |
| ---- | ---- | ---- | ---- | ---- | ---- |
| 118  | 128  | 101  | 98   | 112  | 143  |